# Mesophyllum expansum
Mesophyllum expansum es una especie de alga roja perteneciente a la familia Hapalidiaceae.

## Descripción
Mesophyllum expansum puede alcanzar un diámetro de unos 30 centímetros. Iluminadas por luz artificial muestran un hermoso color rosa, con ramas colgantes. Estos organismos calcáreos incrustantes se pueden observar ocasionalmente cerca de la superficie y pueden alcanzar una profundidad de 70 metros.

## Distribución
Esta especie está muy extendida en el mar Mediterráneo.

## Galería de imáenes

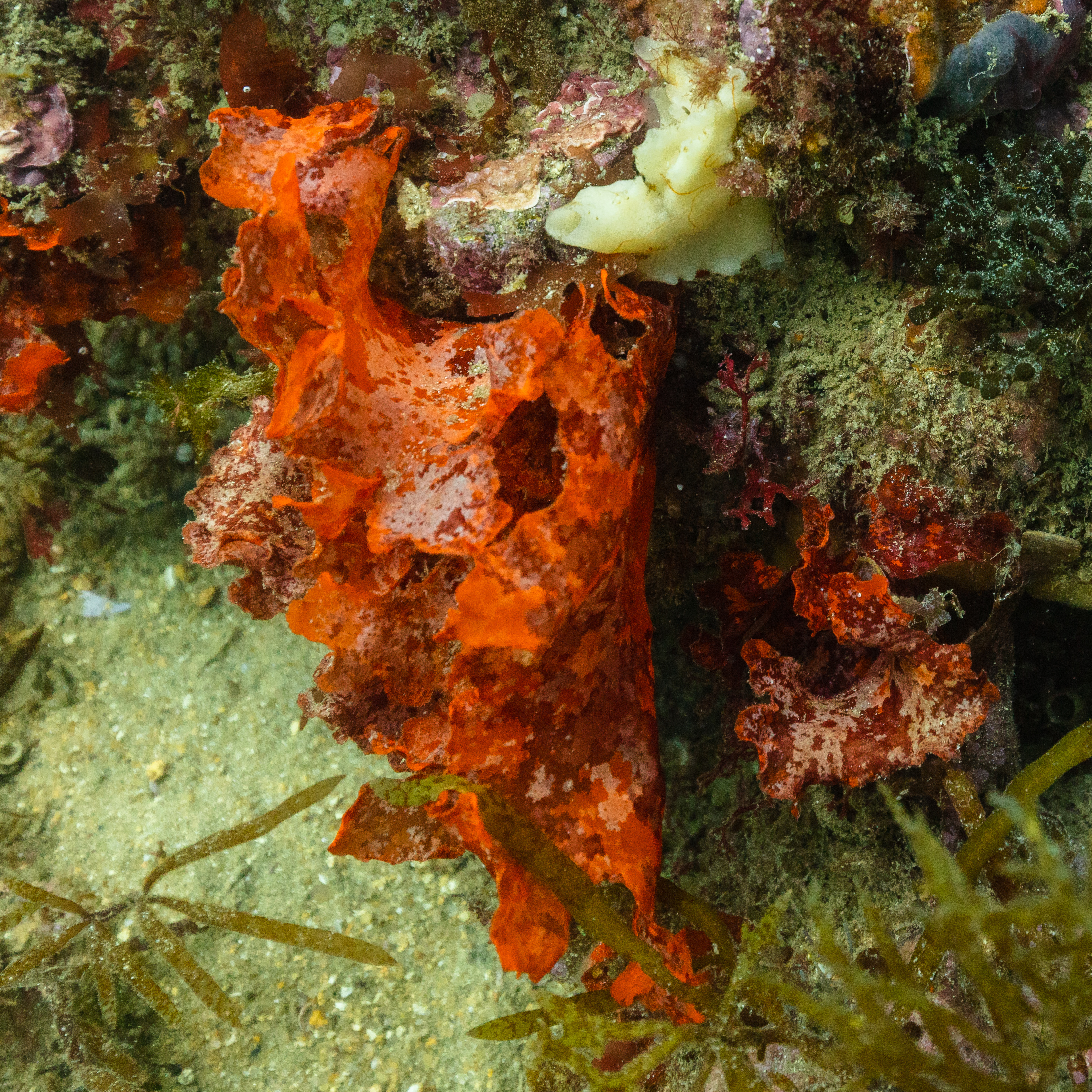
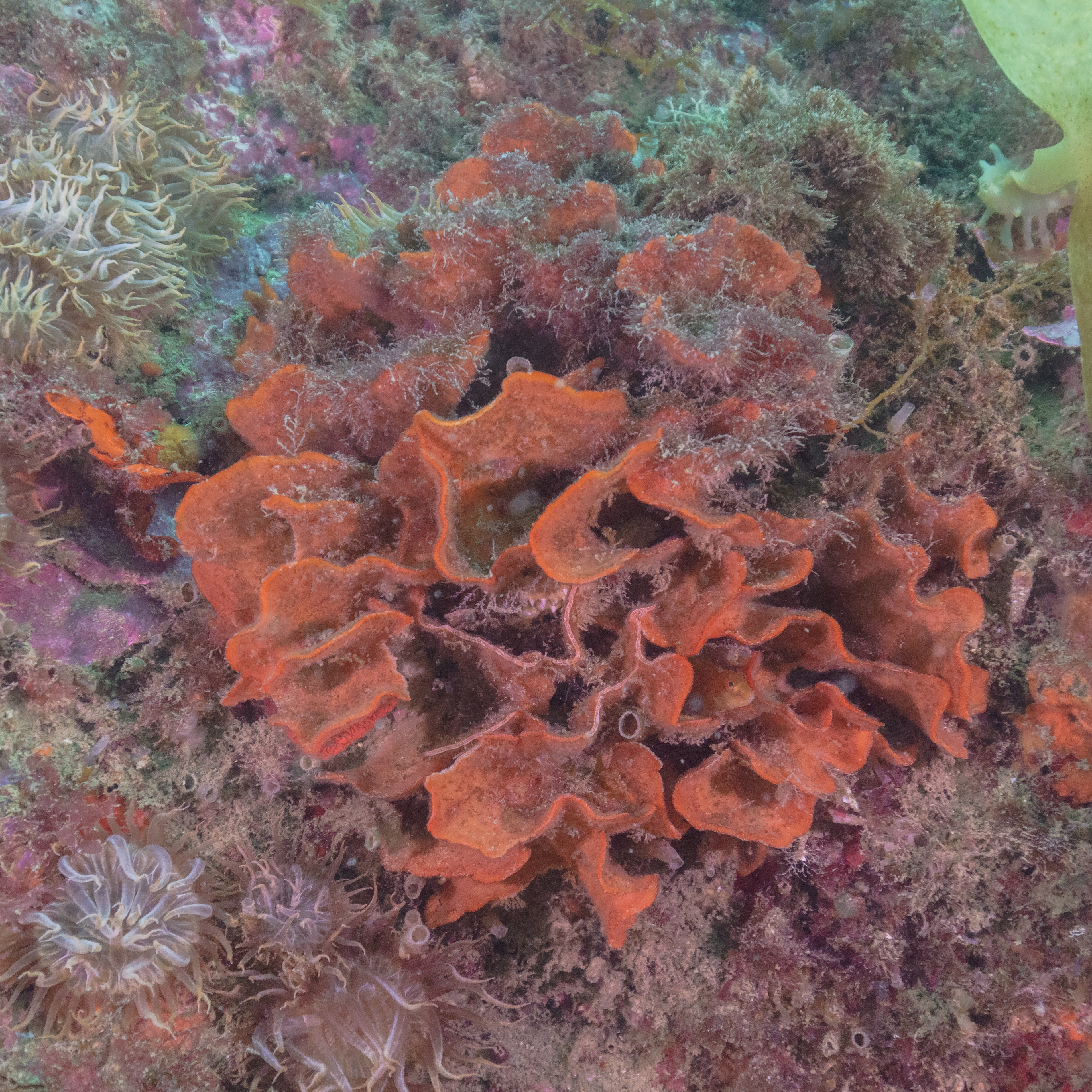
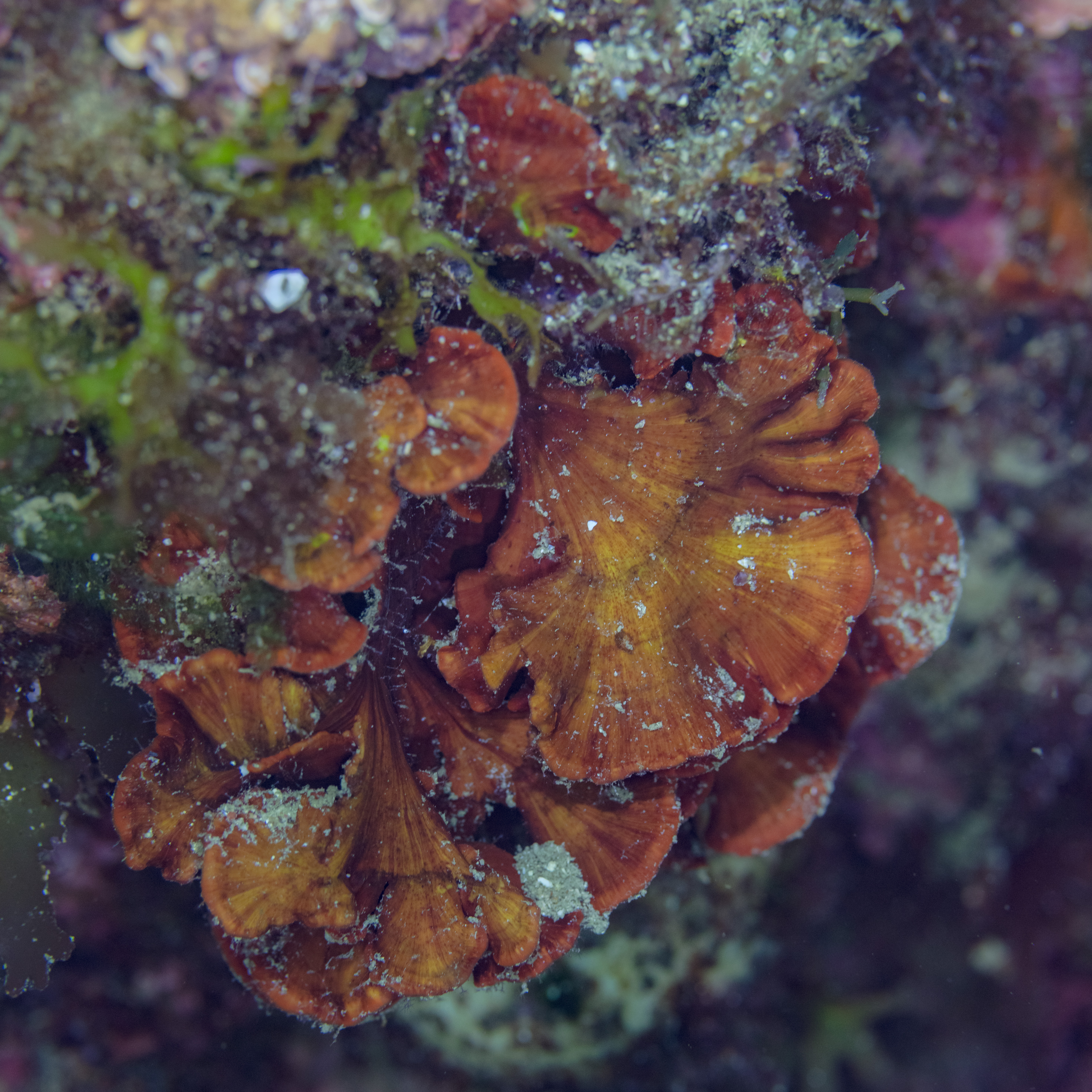